# Z-Boys
Los Z-Boys, nombre derivado de Zephyr Competition Team, era un grupo de skaters originarios de la zona de Santa Mónica/Venice, en California que en los años 70 crearon la subcultura punk/skate actual. El grupo de jóvenes estaba liderado por Stacy Peralta, Jay Adams y Tony Alva.

## El fenómeno
Los skaters se reunían en varias  piscinas abandonadas sin agua (debido a la gran sequía en California durante ese verano) de Dogtown, un área pobre de West Los Ángeles. Por aquel entonces, el skate no estaba muy bien visto por la sociedad estadounidense, por lo que se asoció a estos jóvenes skaters y surfers con chicos callejeros, pobres y sin salida.
Con el tiempo, los tres skaters lograron hacerse un nombre en la historia del deporte, siendo considerados como los más influyentes del skateboard moderno. Algunos de ellos, como Stacy Peralta, se convirtieron en importantes empresarios del sector deportivo al patentar sus propias marcas de fabricación de tablas, ropa skate y patrocinar a los nuevos patinadores emergentes.
Los Z-Boys han sido objeto de culto y admiración por los amantes del skateboard, llegando incluso a ser filmados documentales y películas sobre el grupo y su impacto social y deportivo. Algunos ejemplos son el documental Dogtown and Z-Boys, dirigido por el propio Peralta, y la película de 2005 Los Amos de Dogtown, basada en la vida de los tres chicos que incluso realizan cameos en el filme, junto a otros ilustres personajes como el legendario skater Tony Hawk o el showman Johnny Knoxville.Se denominaba "DOGBOWL"
legendarios patinadores profesionales, que en su vida llegaron a realizar metas enormes, además
en ellos se inspiró la caricatura del canal de nickelodeon rocket power.
El grupo de skate rock argentino Massacre  incluyó en su disco "12 nuevas patologías" el tema "Invasión de aguas vivas en Santa Mónica". En este tema hacen clara referencia a los Z-boys.

## Skaters
Miembros originales:
- Jay Adams
- Tony Alva
- Bob Biniak
- Chris Cahill
- Jordi Casals
- Paul Constantineau
- Shogo Kubo
- Rafael "Big Wave" Lopez A.
- Jim Muir
- Peggy Oki
- Stacy Peralta
- Nathan Pratt
- Wentzle Ruml IV
- Allen Sarlo
- David Ray Perry
- Lah Minimu

Miembros posteriores:
- Paul Cullen
- Cris Dawson
- José Galan
- Dennis Harney
- Paul Hoffman
- Arthur Lake
- Donny Oldham
- Tommy Waller